# Mark Waschke
Mark Waschke (n. 10 martie 1972, Wattenscheid) este un actor german.

## Date biografice
Între anii 1995 - 1999,  Waschke a studiat actoria la școala superioară Ernst Busch din Berlin. El a fost coleg de clasă cu  Lars Eidinger, Fritzi Haberlandt, Nina Hoss și Devid Striesow. Din anul 1999 până în anul 2008 a jucat în ansambul Schaubuehne din Berlin, el a jucat și în diferite piese de teatru în Berlin, Hamburg și Koeln.

## Filmografie
- 2007: Nachmittag, Regie: Angela Schanelec
- 2008: Buddenbrooks, Regie: Heinrich Breloer
- 2009: Ob ihr wollt oder nicht, Regie: Ben Verbong
- 2010: Unter dir die Stadt, Regie: Christoph Hochhäusler
- 2010: Habermann, Regie: Juraj Herz
- 2010: Der Mann der über Autos sprang, Regie: Nick Baker-Monteys
- 2011: Der Brand, Regie: Brigitte Maria Bertele
- 2011: Fenster zum Sommer, Regie: Hendrik Handloegten
- 2011: Playoff,  Regie: Eran Riklis
- 2012: Barbara, Regie: Christian Petzold
- 2012: Schilf, Regie: Claudia Lehmann
- 2013: & Me, Regie: Norbert ter Hall
- 2013: Zum Geburtstag
- 2014: Es ist alles in Ordnung